# Estación de Chinchilla (Albacete)
Estación de Chinchilla es una pedanía perteneciente al municipio de Chinchilla de Montearagón, en Albacete (España).
Está situada junto a la autovía de Alicante, 3 km al sureste de Chinchilla de Montearagón. Según el Instituto Nacional de Estadística, tiene una población de 227 habitantes (2022). Alberga la histórica Estación de Chinchilla, que llegó a ser una de las más importantes de España.
Sus fiestas en honor a San Luis se celebran en junio.